# Гартмашевка
Гартмашевка — посёлок при станции в Кантемировском районе Воронежской области России.
Входит в состав городского поселения Кантемировка.

## География

### Улицы
- ул. Вокзальная,
- ул. Дачная,
- ул. Полевая.